# Anna-Lena Hedberg
Anna-Lena Elisabet Hedberg, tidigare Blomkvist, född 24 juni 1973 i Falu Kristine församling, Kopparbergs län, är en svensk politiker (sverigedemokrat). Hon är ordinarie riksdagsledamot sedan 2022, invald för Dalarnas läns valkrets.
I riksdagen är hon ledamot i socialutskottet sedan 2022 och suppleant i Nordiska rådets svenska delegation.